# Ла-Манга
Ла-Манга или Ла-Манга-дель-Мар-Менор (исп. La Manga del Mar Menor) — песчаная коса в провинции Мурсия на юго-востоке Испании. Административно расположена на территории муниципалитетов Картахена на юге, Сан-Хавьер в центре и Сан-Педро-дель-Пинатар на севере.
Коса имеет длину 22 км, ширина колеблется от 100 до 1200 м; она отделяет самую большую лагуну Европы Мар-Менор от Средиземного моря. Коса тянется от мыса Палос на юге до болотистой территории Салинас-и-Ареналес-де-Сан-Педро-дель-Пинатар на севере, охраняемой территории согласно Рамсарской конвенции На юге участок Средиземного моря входит в морской резерват Кабо-де-Палос и Острова Ормигас. Его воды имеют большое биологическое разнообразие и пользуются популярностью у дайверов..
Ла-Манга, северная часть побережья Коста-Калида, является популярным курортом. Узкая полоса, разделяющая тёплую лагуну и более холодное море, имеет уникальный микроклимат. На косе множество пляжей, как на Средиземном море, так и на Мар-Менор, некоторым из них присвоены голубые флаги.

## Экономика
Основная статья дохода это туризм и услуги для туристов. С конца июня и до середины сентября численность населения превышает 200 000 человек. Приезжает множество людей из Мурсии, Мадрида и Барселоны. Часть туристов из других стран. В остальное время численность населения около 10 000 чел.
Основной досуг для туристов это кафе, рестораны и спортивные мероприятия. В Ла-Манге очень хорошие условия для парусного спорта. Почти всегда есть достаточный ветер и отсутствуют большие волны на Мар-Меноре. Есть множество пляжей. Проводятся различные праздники и фестивали. Большой выбор отелей. Множество ресторанов, баров и ночных клубов прямо на пляже. Есть торговые галереи, уличные рынки, более десятка больших и поменьше супермаркетов, хозяйственные магазины с морским уклоном.